# Pangrapta elassa
Pangrapta elassa là một loài bướm đêm trong họ Erebidae.